# Myrteta eumytha
Myrteta eumytha là một loài bướm đêm trong họ Geometridae.